# 休特蘭 (馬里蘭州)
休特兰（Suitland）是美国马里兰州乔治斯王子县的一个非建制地区和普查规定居民点，位于首都华盛顿东南1.6公里处。2010年人口25,825人。美国普查局位于此地。

## 经济
美国联邦政府多个机构位于此地:
- 美国普查局
- 国家档案和记录管理局、华盛顿国家记录中心（英语：Washington National Records Center）
- 美國海軍情報局
- 国家海事情报整合中心（英语：National Maritime Intelligence-Integration Office）
- 美国国家海洋和大气管理局
- 史密森尼学会博物馆支援中心（英语：Smithsonian Museum Support Center）
- 國立美國印第安人博物館
- 史密森尼学会维护与存储设施（英语：Paul E. Garber Preservation, Restoration, and Storage Facility）
- 经济分析局